# Nosivka
Nosivka (en ucraniano: Носі́вка) es una ciudad ucraniana perteneciente al raión de Nizhyn de la óblast de Chernígov.
En 2022, la ciudad tenía una población de 12 908 habitantes. Es sede de un municipio que incluye como pedanías veinte pueblos, con una población municipal total de más de veinte mil habitantes. El municipio fue creado en 2016 mediante la fusión del ayuntamiento urbano de Nosivka (que hasta entonces incluía solamente cuatro pedanías: Debrevé, Zhovten (actual Lisoví Jutorý), Lukashivka y Pidhaine) con los vecinos consejos rurales de Volódkova Divytsia, Irzhávets, Kozarý y Tertýshnyky, a los que se añadió en 2020 el consejo rural de Derzhanivka. El área formaba parte hasta 2020 del raión de Nosivka, del que esta ciudad era capital.
Se ubica unos 25 km al suroeste de la capital distrital Nizhyn, sobre la carretera T2526 que lleva a Bobróvytsia. Al oeste de Nosivka sale la carretera T2513, que lleva a Kozelets.

## Historia
Se conoce la existencia de la localidad en documentos desde 1147, cuando el códice de Hipacio menciona "Nosiv na Rudi" (Носів на Руді) en las tierras de Chernígov de la Rus de Kiev. Perteneció al principado de Chernígov hasta mediados del siglo XIV, cuando se integró en el Gran Ducado de Lituania, pasando a formar parte del voivodato de Kiev hasta el siglo XVII. En 1649, durante la rebelión de Jmelnitski, pasó a ser la sede de una sotnia del regimiento cosaco de Nizhyn; en 1667, esta sotnia pasó a formar parte del regimiento de Kiev. En 1735 adoptó el estatus de miasteczko. Al finalizar el siglo, el Imperio ruso lo integró en el uyezd de Nizhyn, que a su vez quedó incluido en la gobernación de Chernígov. En el siglo XIX se desarrolló como un asentamiento comercial e industrial, que al finalizar el siglo tenía casi diecisiete mil habitantes. La RSS de Ucrania le dio en 1923 el estatus de capital de su propio raión y en 1960 el de ciudad de importancia distrital.